# Каниджа, Клаудио
Кла́удио Па́уль Кани́джа (исп. Claudio Paul Caniggia; род. 9 января 1967[…], Хендерсон, Буэнос-Айрес) — аргентинский футболист, нападающий. Игрок национальной сборной Аргентины. Участник трёх чемпионатов мира (1990, 1994, 2002), трёх Кубков Америки (1987, 1989, 1991). Запомнился не только своей великолепной игрой, техникой, скоростью, но и скандалами, как на поле, так и вне его. Близко дружил с Диего Марадоной.

## Карьера

### Клубная
Клаудио Каниджа родился в 1967 году в городке Эндерсон провинции Буэнос-Айрес, примерно в 400 км от столицы. Начинал играть в «Ривер Плейте». В 1988 году нападающий перебрался в Италию, где выступал сначала год за «Верону», не очень ярко, а после три сезона за клуб «Аталанта», достаточно успешно. В 1992 Каниджа переходит в «Рому». 21 марта 1993 года после домашнего матча с «Наполи» (1:1) в анализе пробы на допинг у аргентинца были обнаружены следы кокаина. Клаудио Каниджа был отлучён от футбола на 13 месяцев.
После завершения срока дисквалификации Каниджа год отыграл в Португалии, а затем вернулся на родину, в стан «Бока Хуниорс», заклятого врага клуба, в котором начинал свою карьеру. Здесь он играл в связке со своим другом Диего Марадоной.
В 1999 году, поддавшись уговорам жены, продолжавшей жить в Европе, и недовольный непопаданием в состав «Боки» Каниджа возвращается в Италию, в «Аталанту», находившуюся в то время в серии Б. Здесь он проводит весьма посредственный для себя сезон, в 17 играх отличившись всего один раз, но клуб завоёвывает право перехода в высшую лигу. В октябре 2000 Каниджа неожиданно для многих оказывается в шотландском «Данди». Клуб платит аргентинцу 15 тысяч фунтов в неделю, что делает его самым высокооплачиваемым игроком в команде. Летом 2001 года в противоборстве с «Селтиком» и клубами английской премьер-лиги нападающего приобретает «Рейнджерс». За два сезона в Глазго Каниджа становится чемпионом Шотландии, трижды выигрывает различные кубки. Несмотря на обещание оставить Каниджу в составе в случае победы в чемпионате, руководство «Рейнджерс» выставило аргентинца на продажу. Завершил свою карьеру Каниджа в Катаре.
В 2012 году в возрасте 45 лет Каниджа сыграл в Кубке Англии за клуб «Уэмбли». В матче против «Лэнгфорда» (3:2) аргентинский форвард открыл счёт на 13-й минуте. В следующем раунде «Уэмбли» уступил в переигровке «Аксбриджу» 0:5 и выбыл из турнира.

### В сборной
Свой первый матч за сборную Каниджа провёл 10 июня 1987 года против сборной Италии. На чемпионате мира 1990 года два гола Каниджи в 1/8 финала и в полуфинале позволили пробиться сборной Аргентины в финал, где сам Клаудио не принял участие из-за полученной в полуфинальном поединке с итальянцами жёлтой карточки. В 1994 году Каниджа дважды отличился в групповом матче с Нигерией, но дальше 1/8 финала сборная, подавленная психологически дисквалификацией Марадоны, не прошла.
После ЧМ-94 сборную возглавил Даниэль Пассарелла, сразу же озвучивший жёсткие требования к внешнему виду игроков. Отказ Каниджи укоротить причёску надолго отлучил игрока от сборной. Казалось, что Каниджа больше не сыграет за национальную команду, но вдохновенная игра в составе «Рейнджерс» сама собой определила его вызов на чемпионат мира 2002 года.
Однако на том турнире Каниджа так и не сыграл ни минуты, а его сборная не вышла из группы, сыграв в последнем матче вничью 1:1 против Швеции. В той игре Каниджа оказался в центре скандала: будучи на скамейке запасных, он получил красную карточку за пререкания с арбитром, однако ФИФА дисквалифицировала его ещё на две игры, а за неуважительное отношение к арбитру оштрафовала дополнительно на 1000 долларов. Объектом пререканий стал судья из ОАЭ Али Буджсаим.

## Достижения
- Серебряный призёр чемпионат мира — 1990
- Победитель Кубка Америки — 1991
- Победитель Кубка конфедераций — 1992

- Чемпион Аргентины — 1985/86, 1998 (апертура)
- Чемпион Шотландии — 2002/03

- Обладатель Кубка Шотландской лиги — 2001/02, 2002/03
- Обладатель Кубка Шотландии — 2002/03
- Обладатель Кубка Катара — 2003/04

- Обладатель Кубка Либертадорес — 1986
- Обладатель Межконтинентального кубка — 1986
- Обладатель Межамериканского кубка — 1987